# Der Weg zu Dir
Der Weg zu Dir ist ein deutsches Filmdrama aus dem Jahre 1952 von Harald Röbbeling mit einer überwiegend wenig bekannten Besetzung. 

## Handlung
Ähnlich wie im ungleich berühmteren Film Nachtwache steht hier der Glaubenszweifel des kirchlichen Protagonisten im Mittelpunkt der Handlung, die im vom Zweiten Weltkrieg gezeichneten frühen Nachkriegsdeutschland spielt. Es ist die Welt der Notleidenden, der Flüchtlinge und Vertriebenen, die Welt der Auffanglager und Nissenhütten, in der Pastor Rank als evangelischer Flüchtlingsseelsorger einer Vorstadtgemeinde Trost zu spenden sucht und Hilfe angedeihen lässt. Doch angesichts des allgegenwärtigen Elends beginnt der Kirchenmann nicht nur an seiner Aufgabe zu zweifeln, sondern bald auch zu verzweifeln. Als er einen Heimkehrer aus der Kriegsgefangenschaft betreuen soll, wird er erneut auf eine sehr harte Probe gestellt: Denn der vom Elend gezeichnete Mann findet seine Ehefrau mit einem Anderen wiederverheiratet; aus dieser Verbindung ist sogar ein Kind entstanden. 
Rank sieht, angesichts seiner eigenen Hilflosigkeit, hier und anderswo etwas essenziell zum Besseren verändern zu können, in diesem Augenblick den Moment bekommen, sein Amt niederzulegen und sich, wie viele andere auch, fortan treiben zu lassen. Die Hilfsbereitschaft einer armen Arbeiterfamilie rührt ihn einerseits, verbittert Rank aber auch noch mehr. Erst die Begegnung mit einer sterbenskranken jungen Frau wird zu einem Damaskus-Erlebnis für den in seinem Glauben Wankenden. Rank ist zutiefst berührt von der Frau, die im Angesicht des nahenden Todes trotzdem die Schönheit des Lebens an sich und das Gute im Menschen nicht aus dem Blick verloren hat. Diese Begegnung führt Rank zum Glauben zurück und gibt dem jungen Geistlichen wieder diejenige benötigte Kraft, weiterhin als Seelsorger arbeiten zu können.

## Produktionsnotizen
Die Dreharbeiten fanden in und bei Hamburg statt. Die Uraufführung war am 15. August 1952 im Hamburger Urania-Kino. 
Hans Lenoch übernahm die Produktionsleitung.

## Kritik
Der Film wurde von der Kritik nur wenig beachtet. Im Lexikon des Internationalen Films heißt es: „Das Engagement des zu einem Drittel der üblichen Herstellungskosten produzierten Films scheitert allerdings am Drehbuch: pathetische Dialoge werden mit pastoraler Rhetorik dargeboten.“